# マデイラ諸島

マデイラ自治地域
Região Autónoma da Madeira

地域の標語：Das Ilhas as Mais Belas e Livres（ポルトガル語）
あらゆる島の中で、最も美しく自由な島
地域の歌：Hino da Região Autónoma da Madeira（ポルトガル語）
マデイラ自治地域の国歌 

マデイラ諸島（マデイラしょとう、ポルトガル語: Arquipélago da Madeira）は、北大西洋上のマカロネシアに位置するポルトガル領の諸島である。ポルトガルの首都リスボンから見て南西に約1000キロメートルの北緯32度22分20秒から北緯33度7分50秒、西経16度16分30秒から西経17度16分39秒に位置する。緯度としてはモロッコのカサブランカと同じぐらいである。政治的主体としての名称はマデイラ自治地域（ポルトガル語: Região Autónoma da Madeira）。
同諸島の主島であるマデイラ島についても本項で記述する。

## 歴史
最初に発見したのはフェニキア人とされ、古代ローマ時代からその存在を知られていたが1419年、ポルトガル船がポルト・サント島に漂着し、翌年ポルトガルから植民が行われた。一時期サトウキビ栽培が黒人奴隷の移入によって行われた。また、アントニオ・サラザール政権下をはじめ、ポルトガル政府の流刑地でもあった。1974年にカーネーション革命で独裁体制（エスタド・ノヴォ）が倒れ左右の政治勢力の争いが始まると、右派民兵組織のマデイラ諸島解放戦線が登場し、テロ活動を行ったが、ポルトガルの民主化とその後の自治地域設定により、解消へ向かった。
現在はポルトガルの自治州となっており、マデイラ・ワインを産することでも知られる。無人島は鳥の保護区となっている。オーストリア＝ハンガリー帝国最後のオーストリア皇帝およびハンガリー王であったカール1世（Karl I.）は退位後、この島で亡命生活を送り、1922年に肺炎で死去した。なお、マデイラ島の照葉樹林は1999年にユネスコの世界遺産（自然遺産）に登録され、2011年にサンタナおよび付近の海域はユネスコの生物圏保護区に指定された。
世界的なサッカー選手のクリスティアーノ・ロナウドの出身地としても知られている。また、同州の主席は1978年よりアルベルト・ジョアン・ジャルディンが務めているが、彼はマデイラ諸島の独立を促す発言をたびたび行い、ポルトガル本土から警戒されている。また、ロバート・ゴダード（Robert Goddard）の小説『千尋の闇』（ちいろのやみ、Past Caring 1986年）の舞台にもなっている。

## 地理

マデイラ諸島。

火山群島で玄武岩からなる台地状の4つの島々、住民が住むマデイラ島、ポルト・サント島と無人のデゼルタス諸島、セルヴァージェンス諸島からなる。中心都市は、首都でもあるマデイラ島のフンシャルで、およそ140,000の住人がいる。

### マデイラ島
マデイラ島は同諸島最大の島で741平方キロメートル（日本の奄美大島とほぼ同じ大きさ）、東西に長い形をしている。最高峰はルイボ山（1,862メートル）であり、山塊および高原も多いが、その間に風化や侵食により形成された丘と谷があり、地形に起伏が多い。島はその名前の由来となった木々（マデイラはポルトガル語で「木」の意味）に覆われ、各地にマカロネシアの海岸植生、ゲッケイジュの照葉樹林、高地のヒースなどがあり、世界遺産のラウリシルヴァに代表される豊かな自然が残されている。
また、年間平均気温が20℃前後という温暖な気候、青い海と輝く太陽、年中咲き乱れるカラフルな花やフルーツ等、南国情緒溢れるマデイラ島は、別名「大西洋の真珠」と呼ばれている。
しかしながら、白い砂浜が特徴的なポルト・サント島とは対照的で、島の海岸線は海食崖の断崖や岩場が多く、海水浴には向かない。

## 経済
15世紀以来、ブドウ栽培が盛んで、このブドウを使ったワインの生産が島の大きな産業のひとつである。マデイラ・ワインは特に有名で、マデイラ諸島最大の輸出品目である。また漁業も同時に盛んである。
観光産業はこの地域で最も主要な産業であり、温暖な気候を求めてヨーロッパ各地から観光客が集まる、ヨーロッパでも屈指のリゾートアイランドでもある。特にイギリス人やドイツ人等のヨーロッパ北部から来る観光客に人気が高く、その数はポルトガル本土から来る観光客よりも多い。そのため、フンシャル空港はヨーロッパの主要都市と直行便で結ばれている。
2010年欧州ソブリン危機の中で本国ポルトガルも金融危機に陥り、支援を受けるため財政赤字の削減を迫られていたが、マデイラ諸島分の一部の歳出が報告されていなかったため、当初の予定よりさらに赤字額が膨らんでしまい、財政規律政策に影響が出る可能性があると報じられた。

## スポーツ

### サッカー

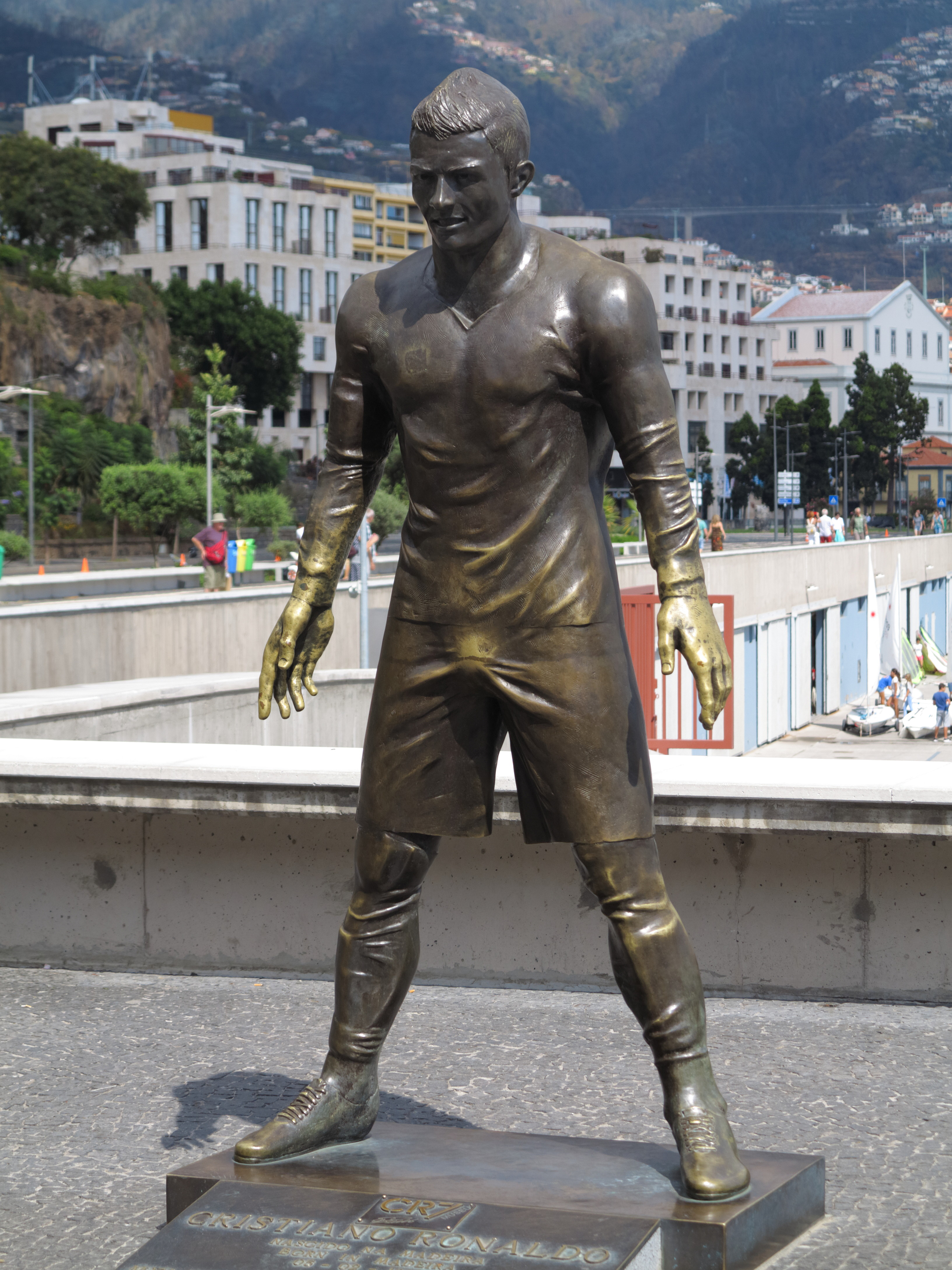
フンシャルに建てられたクリスティアーノ・ロナウドの銅像

マデイラ諸島はサッカーポルトガル代表のクリスティアーノ・ロナウドの出身地として、世界的に有名な島である。銅像も建てられており島民の英雄的な存在となっている。
ポルトガルではイギリス人によってサッカーが伝承され、1875年にはマデイラ諸島・カマチャ村で同国初のサッカーの試合が開催された。また、非公式ながらサッカーマデイラ諸島代表なるナショナル選抜チームも存在している。
フンシャルはCDナシオナルとCSマリティモという、2つのプロサッカークラブのホームタウンとなっている。両チームの一戦はマデイラ・ダービーとして大変な盛り上がりをみせ、島を2分する大イベントとなっている。なおCSマリティモでは、日本人サッカー選手の相馬崇人と前田大然がかつて所属していた事でも知られる。

## ギャラリー

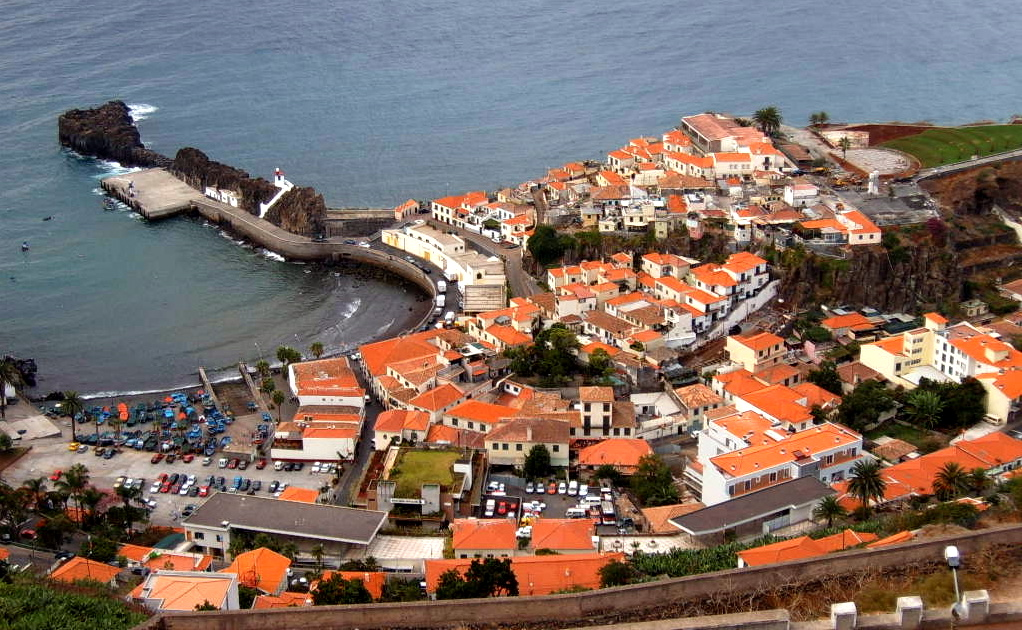
フンシャル
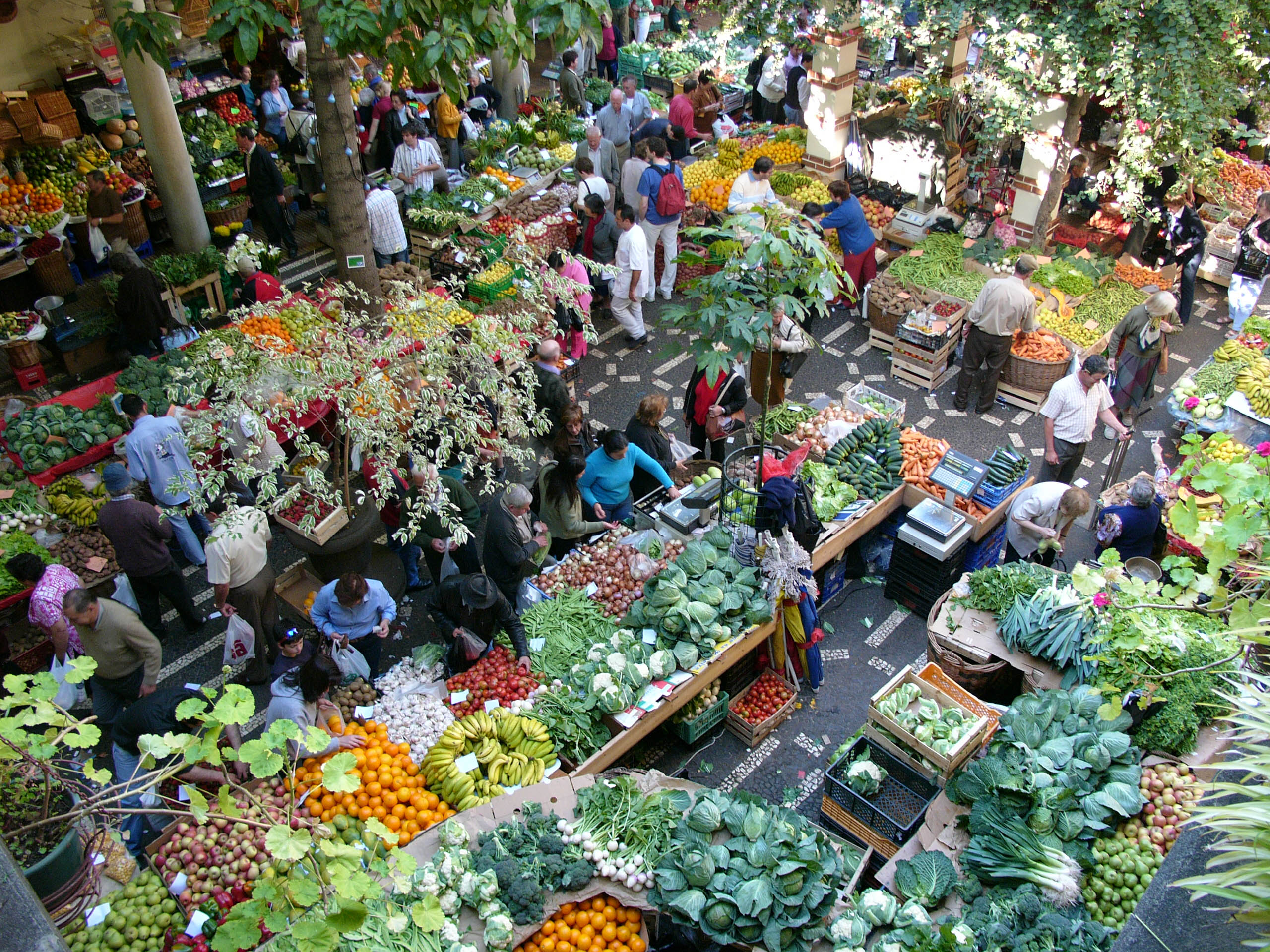
フンシャル市場
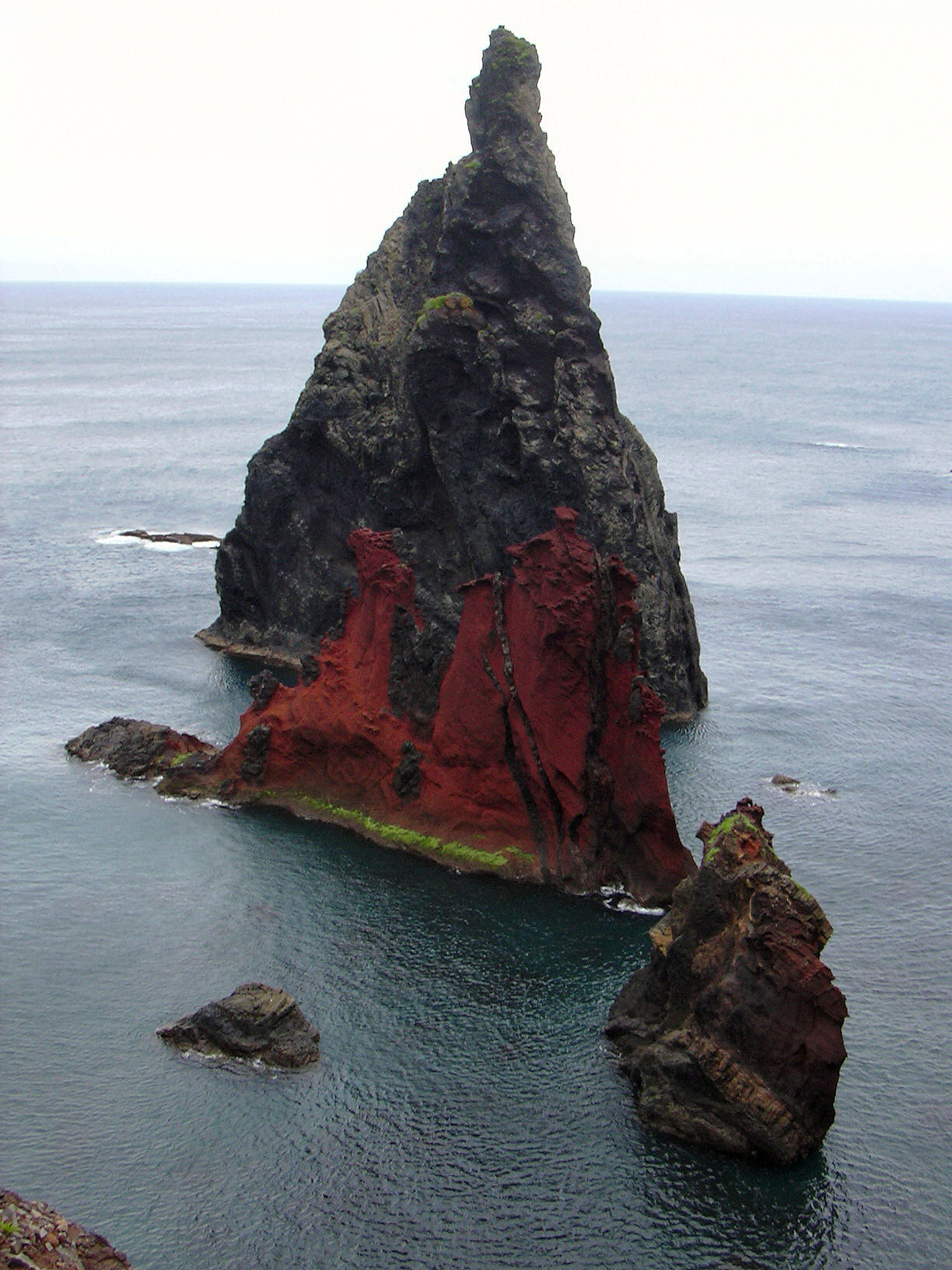
サン・ロウレンソ近くの岩。
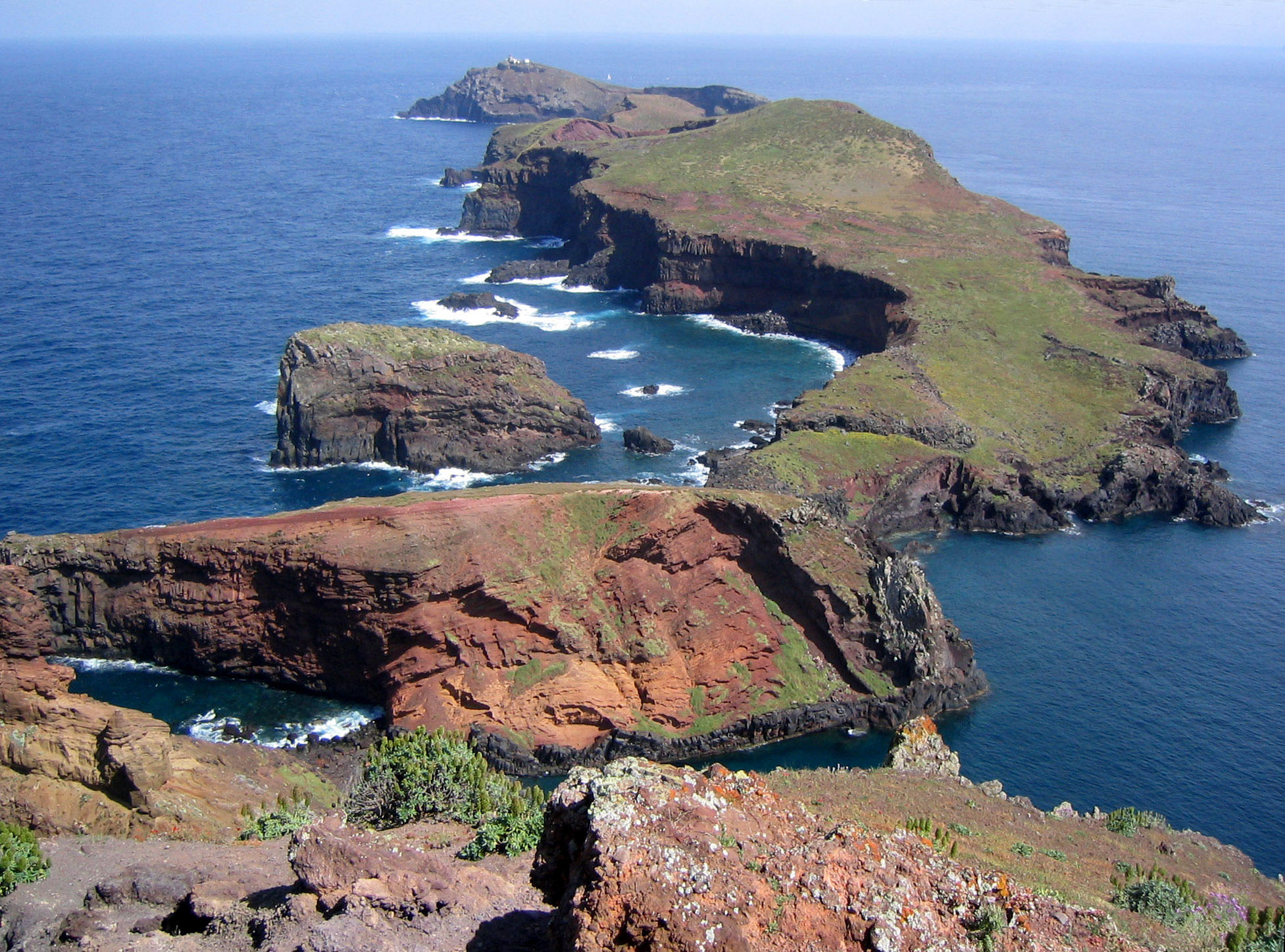
島の東側の岬。

## 著名な出身者
- クリスティアーノ・ロナウド - サッカー選手
- ファティマ・ロペス - ファッションデザイナー
- マルコス・フレイタス - 卓球選手

### 関連人物
- ヴワディスワフ3世 (ポーランド王)
  - アメリカ・ノースカロライナ州のデューク大学の歴史学者マヌエル・ロサは、クリストファー・コロンブスの実の父親であると結論している。
- カール1世 (オーストリア皇帝)
  - オーストリア＝ハンガリー帝国最後の皇帝兼国王。退位後ハンガリー国王への復帰運動に失敗しマデイラ島に亡命。当地で崩御し、現在も当地で埋葬されている。
- クリストファー・コロンブス

**イタリア出身の探検家。 マデイラ諸島のポルト・サント島に一時居住し、現地総督の娘と結婚したとされる。当地で航海術や地理知識を蓄え、のちの航海事業に影響を与えた。